# Takuya Yoshikawa
Takuya Yoshikawa (吉川 拓也 Yoshikawa Takuya?), född 1 september 1988 i Shiga prefektur, är en japansk fotbollsspelare.
Yoshikawa började sin karriär 2011 i Kataller Toyama. 2013 blev han utlånad till Zweigen Kanazawa. Han gick tillbaka till Kataller Toyama 2014. Efter Kataller Toyama spelade han för Suzuka Unlimited FC. Han avslutade karriären 2016.